# Простагландін-E-синтаза 3
Простагландін-E-синтаза 3 (англ. Prostaglandin E synthase 3) – білок, який кодується геном PTGES3, розташованим у людей на короткому плечі 12-ї хромосоми.  Довжина поліпептидного ланцюга білка становить 160 амінокислот, а молекулярна маса — 18 697.
| 10         |  | 20         |  | 30         |  | 40         |  | 50         |
| ---------- |  | ---------- |  | ---------- |  | ---------- |  | ---------- |
| MQPASAKWYD |  | RRDYVFIEFC |  | VEDSKDVNVN |  | FEKSKLTFSC |  | LGGSDNFKHL |
| NEIDLFHCID |  | PNDSKHKRTD |  | RSILCCLRKG |  | ESGQSWPRLT |  | KERAKLNWLS |
| VDFNNWKDWE |  | DDSDEDMSNF |  | DRFSEMMNNM |  | GGDEDVDLPE |  | VDGADDDSQD |
| SDDEKMPDLE |  |            |  |            |  |            |  |            |

A: Аланін

C: Цистеїн

D: Аспарагінова кислота

E: Глутамінова кислота

F: Фенілаланін

G: Гліцин

H: Гістидин

I: Ізолейцин

K: Лізин

L: Лейцин

M: Метіонін

N: Аспарагін

P: Пролін

Q: Глутамін

R: Аргінін

S: Серин

T: Треонін

V: Валін

W: Триптофан

Цей білок за функціями належить до шаперонів, ізомераз. 
Задіяний у таких біологічних процесах як метаболізм жирних кислот, метаболізм ліпідів, біосинтез жирних кислот, біосинтез ліпідів, біосинтез простагландинів, метаболізм простагландинів. 
Локалізований у цитоплазмі.